# Jorge Fossati
Jorge Daniel Fossati Lurachi (Montevidéu, 22 de novembro de 1952) é um treinador e ex-futebolista uruguaio que atuava como goleiro. Atualmente comanda o Universitario, do Peru.

## Carreira como jogador
Quando jogador, Fossati atuou como goleiro. Defendeu onze clubes em sua carreira: Rampla Juniors, Central Español, Peñarol, Independiente, Millonarios, Olimpia, Green Cross, Rosário Central, Textil Mandiyú, Avaí e Coritiba.
Já pela Seleção Uruguaia, disputou apenas três partidas.

## Carreira como treinador

### Início
Depois de abandonar os gramados como jogador, Fossati iniciou sua carreira como técnico no River Plate de Montevidéu. Passou também por Peñarol, Cerro Porteño, Danubio, Colón, Danubio e novamente e LDU Quito.

### Seleção Uruguaia
Assumiu o comando da Seleção Uruguaia em 2004. O treinador levou a Celeste Olímpica a conquista do terceiro lugar na Copa América de 2004, onde acabou perdendo a vaga para a final ao ser eliminada pelo Brasil, na disputa por pênaltis. Fossati também treinou o Uruguai nas Eliminatórias da Copa do Mundo de 2006. Sua Seleção acabou sendo eliminada pela Austrália na repescagem da competição, novamente nos pênaltis. Após a eliminação, Jorge Fossati não seguiu mais no comando da Celeste.

### Al-Sadd e Seleção Catari
Depois, treinou o Al-Sadd em 2007 e, no mesmo ano, assumiu a Seleção do Catar.

### LDU
Em 2009, acertou novamente com a LDU de Quito. No clube equatoriano, conquistou a Recopa Sul-Americana de 2009 e a Copa Sul-Americana de 2009 sobre dois clubes brasileiros: Internacional e Fluminense, respectivamente. Saiu da equipe em dezembro de 2009, após a não conseguir classificação para a Copa Libertadores da América de 2010.

### Internacional
Ainda em dezembro do mesmo ano, assinou com o Internacional para dirigir a equipe na temporada de 2010. Teve um bom início no Colorado, ao garantir a melhor campanha do primeiro turno do Campeonato Gaúcho. No entanto, desde a eliminação nas semifinais do turno, passando pela disputa na fase de grupos da Libertadores, Fossati foi muito contestado pela imprensa e pela torcida, principalmente após a derrota por 3–0 contra o São José-RS, o quinto jogo seguido sem vitória.
Após nova derrota, desta vez por 2–0 para o Caxias, chegando a seis partidas sem vitória, Fossati recebeu vaias e pedidos para sair, mas a diretoria o manteve no cargo. 
Mesmo conduzindo o time para as semifinais da Copa Libertadores da América (time que seria campeão no mesmo ano), com seguidos resultados negativos, foi demitido do Inter no dia 28 de maio, após longa reunião com os dirigentes do clube.

### Al-Shabab
Em julho do mesmo ano, acertou sua ida para o Al-Shabab, da Arábia Saudita. No início de 2011, após quatro anos, retornou ao comando do Al-Sadd, do Catar. No clube catari, conquistou a Liga dos Campeões da AFC de 2011, sendo o terceiro colocado no Mundial de Clubes do mesmo ano.

### Cerro Porteño e Al-Ain
Retornou ao Cerro, onde esteve por dois anos e, em julho de 2013, acertou sua ida para o Al-Ain, dos Emirados Árabes.

### River Plate
No dia 13 de junho de 2019, foi anunciado como novo técnico do River Plate, do Uruguai.

### Universitario
Em 3 de março de 2023, foi apresentado como o novo técnico do Universitario, do Peru. Estreou pela equipe no dia 9 de março, em uma vitória por 2–0 contra o Cienciano, válida pela Copa Sul-Americana.

## Títulos

### Como jogador
Peñarol
- Campeonato Uruguaio: 1973, 1974, 1975, 1978 e 1979

Olimpia
- Campeonato Paraguaio: 1983

Rosário Central
- Campeonato Argentino: 1986–87

Avaí
- Campeonato Catarinense: 1988

### Como treinador

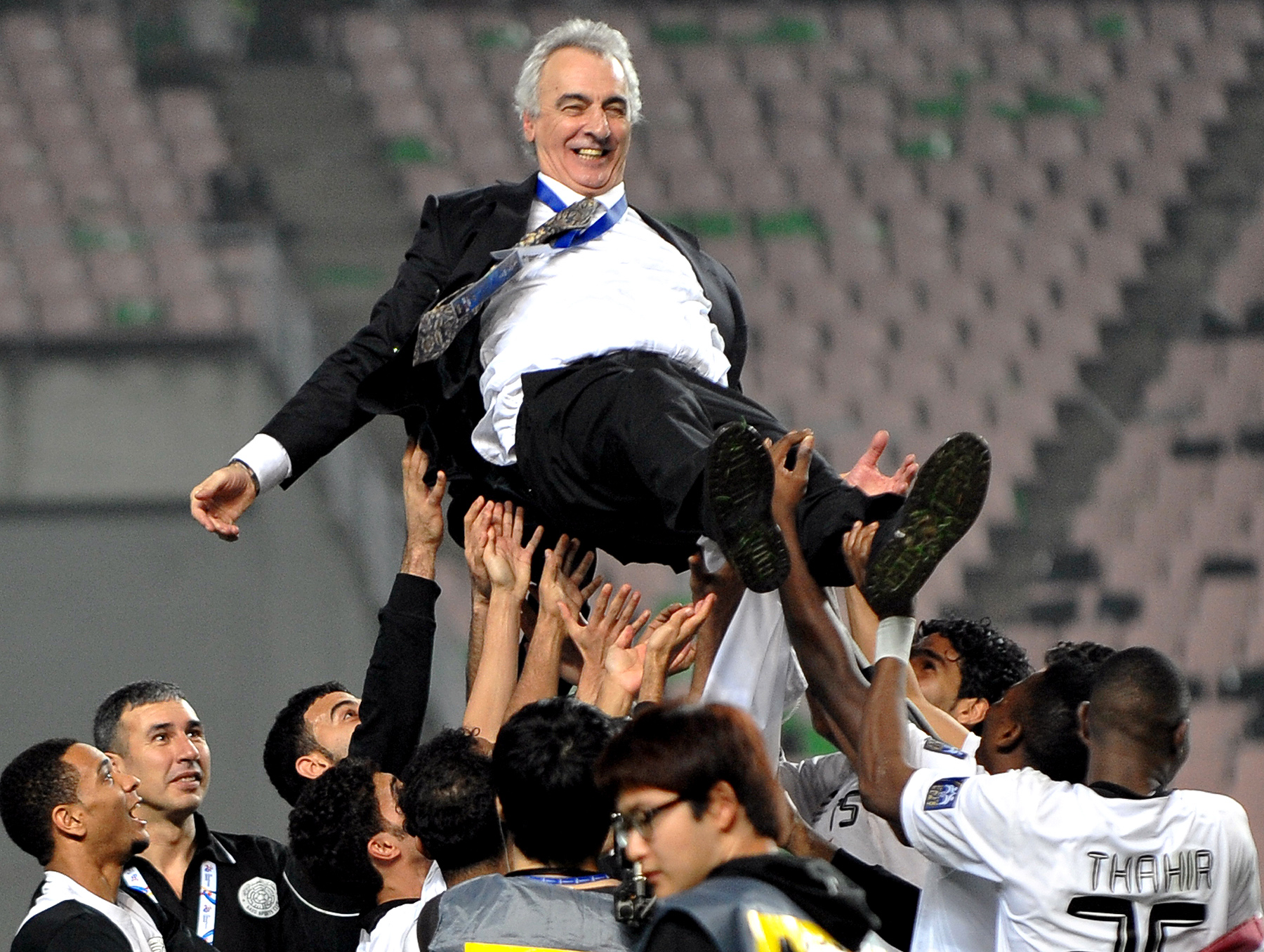
Fossati celebrando o título da Liga dos Campeões da AFC de 2011

Peñarol
- Campeonato Uruguaio: 1996

LDU
- Campeonato Equatoriano: 2003
- Copa Sul-Americana: 2009
- Recopa Sul-Americana: 2009

Al-Sadd
- Copa do Emir do Catar: 2006 e 2007
- Q-League: 2006–07
- Copa do Xeque Jassem: 2007
- Copa do Catar: 2007
- Liga dos Campeões da AFC: 2011

Cerro Porteño
- Campeonato Paraguaio: 2012

Al-Rayyan
- Q-League: 2015–16